# اوگنیا بلیاکووا
اوگنیا بِلیاکووا (انگلیسی: Evgeniya Belyakova؛ زادهٔ ۲۷ ژوئن ۱۹۸۶) بازیکن بسکتبال اهل اتحاد جماهیر شوروی است که در پُست شوتینگ گارد/اسمال فوروارد بازی می‌کند. او سابقه حضور در اتحادیه ملی بسکتبال زنان (WNBA) با تیم لس آنجلس اسپارکس را دارد و همچنین یکی از ستاره‌های تیم ملی بسکتبال زنان روسیه بوده است. بلیاکووا با تیم‌های باشگاهی روسیه، از جمله اوم‌سی‌کی یکاترینبورگ، به عناوین مهمی از جمله قهرمانی یورولیگ زنان دست یافته است. او به دلیل دفاع مستحکم، دقت در شوت‌زنی و تجربه بالای بازی در سطح بین‌المللی شناخته می‌شود.
وی در مسابقات کشوری و بین‌المللی در مجموع برندهٔ ۱ مدال طلا شده است.